# Gōviṃda

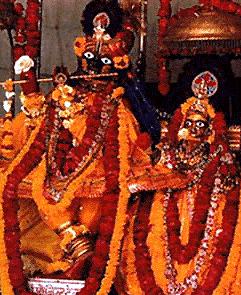
Imatge de Govinda, a Jaipur.

Gōviṃda i Gopāla (sànscrit:गोविंद) (també conegut com a Govinda i Gopala) són els noms de Vishnu, que significa Aquell que és conegut per paraules vèdiques o El que és finalment conegut pels Vedes i Protector de les vaques. Aquests noms també són popularment atribuïts a Krishna, referint-se a la seva activitat juvenil com a pastor. Aquest nom apareix com el 187, dels 539 noms de Vishnu al Vishnu Sahasranama. Vishnu o la seva encarnació completa, Krishna, són considerats com el Déu Suprem en el Vaishnava i a la tradició hindú.